# IRIS OUT/JANE DOE
「IRIS OUT / JANE DOE」（アイリス・アウト／ジェーン・ドウ）は、日本のシンガーソングライター・米津玄師の両A面シングル。メジャー16枚目のCDシングルとして2025年9月24日にリリース予定。なお、「JANE DOE」には歌唱で宇多田ヒカルが参加している。

## 背景と制作
「IRIS OUT」は2025年9月19日公開の映画『劇場版 チェンソーマン レゼ篇』の主題歌として、「JANE DOE」は同映画のエンディングテーマとして書き下ろされた。米津は『チェンソーマン』のテレビシリーズでもオープニングテーマ（「KICK BACK」）を担当しており、米津が同一のアニメシリーズに複数回楽曲を提供するのは初となった。
なお、米津がアニメ映画の主題歌を担当するのは、テレビアニメ『機動戦士Gundam GQuuuuuuX』の劇場先行版を含めれば「Plazma」以来約8か月ぶり、これを除くと『君たちはどう生きるか』の主題歌「地球儀」以来約2年2か月ぶりとなる。実写も含めた映画主題歌担当は『ラストマイル』に書き下ろした「がらくた」以来約1年1か月ぶりとなった。
また、「JANE DOE」では宇多田ヒカルをゲストボーカルに迎え、米津との初めてのコラボが実現した。米津作品で、他アーティストがボーカルに参加したものがシングルに収録されるのは初。
米津は同映画の主題歌発表に際して以下のようにコメントしている。
TVアニメ版に引き続き劇場版の楽曲も担当できて光栄の限りです。原作のレゼが写ってるページを四六時中開きっぱなしにして睨みつけながら作りました。よろしくお願いします。

また、「JANE DOE」について、米津と宇多田はそれぞれ以下のようにコメントした。

## リリースとプロモーション
2025年7月4日、Anime Expo 2025にて「IRIS OUT」が『劇場版 チェンソーマン レゼ篇』の主題歌として書き下ろされたことが発表された。また、「IRIS OUT」の一部を使用した同映画の予告編も公開された。
8月1日、本作のCDリリースが告知され、『チェンソーマン』シリーズのキャラクターであるレゼが描かれた米津玄師自身によるジャケットアートワークも公開された。翌週にはCDの各形態および特典の内容などに関する追加情報が発表されたほか、Yohji Uchidaによる新たなアーティスト写真も解禁された。
8月14日、本作の未発表の表題曲が『劇場版 チェンソーマン レゼ篇』のエンディング・テーマとして書き下ろされた「JANE DOE」であることが発表され、同曲にて宇多田ヒカルとのコラボが実現したことも併せて発表された。同時に、同曲のイントロを使用した同映画のティザー映像、米津による「JANE DOE」のジャケットアートワーク、そして山田智和撮影の米津玄師と宇多田ヒカルのアーティスト写真が公開されたほか、本作のCD及びDVDの収録内容も発表された。

### CDリリース
本作は、前作「Plazma / BOW AND ARROW」以来約3か月半ぶりのCDシングルとしてリリースされる。本作は「IRIS OUT盤」「JANE DOE盤」「通常盤」の全3形態でリリースされ、全形態共通の特典として「米津玄師 2026 TOUR / GHOST」の2次先行抽選応募シリアルナンバーが初回限定で封入されている。
| 形態       | 規格                                                          | 規格品番  |
| ---------- | ------------------------------------------------------------- | --------- |
| IRIS OUT盤 | CD + ポラロイド(レゼ) + アクリルスタンド(レゼ) + ポーチケース | SECL-3250 |
| JANE DOE盤 | CD + DVD + 破片ケース                                         | SECL-3253 |
| 通常盤     | CD                                                            | SECL-3256 |

また、法人特典としてホログラムステッカー2枚が先着で同封される。

## 収録内容
| 全作詞・作曲: 米津玄師。 |              |          |            |              |
| #                        | タイトル     | 作詞     | 作曲・編曲 | 歌唱         |
| 1.                       | 「IRIS OUT」 | 米津玄師 | 米津玄師   | 米津玄師     |
| 2.                       | 「JANE DOE」 | 米津玄師 | 米津玄師   | 宇多田ヒカル |

| #  | タイトル                                  | 作詞 | 作曲・編曲 |
| -- | ----------------------------------------- | ---- | ---------- |
| 1. | 「劇場版『チェンソーマン レゼ編』本予告」 |      |            |
| 2. | 「KICK BACK / Music Video」               |      |            |
| 3. | 「KICK BACK / Live Video」                |      |            |

## タイアップ
IRIS OUT
- 劇場版『チェンソーマン レゼ篇』主題歌

JANE DOE
- 劇場版『チェンソーマン レゼ篇』エンディング・テーマ